# Повість про Трістана
«Повість про Трістана» — пам'ятка білоруської перекладної літератури, популярний середньовічний лицарський роман, що зберігся в Познанському літописі 1580 року.

## Історія
Перекладено білоруською мовою у другій половині XVI століття із сербського джерела, що прямо вказано в назві пам'ятки («Починаеть ся повесть о витезях с книг сэрбъских, а звлаща о славном рыцэры Трысчане, о Анцалоте и о Бове и о иншых многих витезех добрыхъ»), яке бере свій початок з італійського оригіналу, про що свідчить деяка лексична італійська у старобілоруському тексті (прынчып→князь, морнар→моряк). Сербське походження давньобілоруської історії також підтверджується наявністю в тексті низки лексичних сербізмів, позначених Александром Брюкнером. Італійська дослідний Емануела Згамбаті виявила, що старобілоруський текст не відповідає жодній із відомих італійських версій. Перші три чверті тексту представлені венеціанським італійським текстом, а протягом останньої чверті текст не зумів виявити закономірності в західних джерелах. Отже, старобілоруський текст походить із різних, частково невідомих джерел, і навіть та його частина, яка є переробкою венеціанської версії, може бути далека від свого оригіналу у декількох виданях та літописах, про які нічого не відомо, крім тексту між білоруською та італійською мовами. Тексти мали мати проміжний сербський переклад. Через те, що перші 6 сторінок рукопису сильно пошкоджені, публікації в квадратних дужках без застережень надають оновлені реконструкції на основі всіх видань тексту. Білоруський переклад зберігся в Познанському літописі, в якій під загальною назвою («Повесть о витязях с книг сэрбских…») також розміщено «Повість про Бову», а в кінці — «Історія про Аттілу» та повний текст білорусько-литовського літопису «Хроніка Великого князівства Литовського, Руського і Жемайтського».
Роман заснований на поетичній кельтській легенді про піднесене кохання лицаря Трістана та королеви Ізольди (в білоруському виданні — Тріщан та Іжота), яка протягом багатьох століть існувала в багатьох літературних переробках серед народів Європи. Це унікальна слов'янська версія літературної обробки знаменитої легенди, пам'ятка білоруської культури XVI століття. Білоруський переклад зроблений у світському середовищі, вирізняється творчим підходом до тексту, багатством білоруської літературної мови того часу. Білоруська версія історії перекладена сербохорватською, італійською та англійською мови.

## Публікації
- Białoruski Tristan = Беларускі Трышчан / пад рэд. М. Машкевіча. — Wrocław: Kolegium Europy Wschodniej im. Jana Nowaka-Jezioranskiego, 2006. — 306 с.
- The Byelorussian Tristan / translated by Zora Kipel. — New York — London: Garland Publishing, 1988. — XXX, 163 c. — (Garland library of medieval literature. Series B, Translations only; vol. 59).
- Повесть о Трыщане / Подг. Т. Судник // Легенда о Тристане и Изольде: [сборник: переводы / Академия наук СССР]; издание подготовил [предисловие написал и составил примечания] А. Д. Михайлов. — М.: Наука, 1976. — 735 с., л. ил. — С. 384—474.
- Трышчан // Беларускія Александрыя, Троя, Трышчан…: перакладная белетрыстыка Беларусі XV―XVII стст. / [уклад., расчытанне, пер. з старабеларускай, прадм., с. 7―29, камент. А. Бразгунова]. — Мн.: Беларуская навука, 2009. — 730, [2] с., [2] л. іл., факсім. — С. 371—588. — (Беларускі кнігазбор. Серыя 1, Мастацкая літаратура). — ISBN 978-985-08-1057-1.
- Sgambati, E. Il Tristano biancorusso. — Firenye: Le lettere, 1983. — 509 p.: ill. — Р. 93—398. — (Studia Historica et Philologica XV, Sectio Slavoromanica 4).